# Campeonato Francés de Fútbol (USFSA) 1914

Logo de l'Union des sociétés françaises de sports athlétiques

El Campeonato Francés de Fútbol 1914 fue la 21.ª edición de dicho campeonato, organizado por la USFSA (Union des Sociétés Françaises de Sports Athlétiques). El campeón fue el Olympique Lillois.

## Torneo

### Primera ronda
- Racing Club de Reims 7-0 La fraternelle d'Ailly
- FC Lyon 6-2 US Annemasse
- Football club de Braux 4-2 Cercle des Sports Stade Lorrain
- SM Caen 6-1 US Le Mans
- Sporting Club angérien - ASNG Tarbes (forfeit de Tarbes)
- Red Star Association de Besançon - AS Michelin (forfeit del Michelin)

### Segunda ronda
- AS Montbéliard 5-4 Red Star Association de Besançon

### Tercera ronda
- Racing Club de Reims 6-0 Football club de Braux
- FC Lyon 5-0 AS Montbéliard
- Stade Quimpérois - SM Caen (forfeit del Quimper)

### Octavos de final
- Stade Bordelais UC 3-1 Stade toulousain
- FC Lyon 3-2 SH Marseille
- Union sportive Servannaise 3-3 SM Caen
- FC Rouen 4-3 Racing Club de Reims
- Olympique de Cette - Sporting Club angérien (forfeit de angérien)

### Cuartos de final
- Olympique de Cette 2-1 Stade Bordelais UC
- . Union sportive Servannaise 1-0 AS Française
- . FC Rouen 0-1 Olympique Lillois
- Stade Raphaëlois 3-1 FC Lyon

### Semifinales
- . Olympique de Cette 3-1 Stade Raphaëlois
- Olympique Lillois 8-1 Union sportive Servannaise

### Final
- Olympique Lillois 3-0 Olympique Cettois